# Nazerath
Nazerath é uma panchayat (vila) no distrito de Toothukudi, no estado indiano de Tamil Nadu.

## Demografia
Segundo o censo de 2001,  Nazerath  tinha uma população de 16,943 habitantes. Os indivíduos do sexo masculino constituem 48% da população e os do sexo feminino 52%. Nazerath tem uma taxa de literacia de 84%, superior à média nacional de 59.5%: a literacia no sexo masculino é de 85% e no sexo feminino é de 83%. Em Nazerath, 10% da população está abaixo dos 6 anos de idade.